# Hildegard Grethe
Hildegard Margarete Elisabeth Adelheid Grethe (* 14. Mai 1898 in Hannover; † 26. Dezember 1961 in Berlin) war eine deutsche Schauspielerin.

## Leben
Hildegard Grethe stand seit Ende des Ersten Weltkriegs auf der Bühne. In den 1920er Jahren wirkte sie u. a. in Hamburg (Thalia-Theater) und Königsberg (Ostpreußisches Landestheater), in den 1930er Jahren u. a. in Erfurt, Breslau und Braunschweig. Seit der Spielzeit 1938/39 in Berlin-Wilmersdorf nachweisbar, spielte sie zumeist nur noch Tourneetheater. Zu dieser Zeit wirkte die Künstlerin auch an den Heidelberger Festspielen.
Zeitgleich mit ihrem Wechsel in die Reichshauptstadt begann die mittlerweile 40-jährige Hildegard Grethe auch zu filmen. Anfänglich, in der Frühphase des Zweiten Weltkriegs, stand sie mit gewichtigen Nebenrollen in zum Teil ideologisch-propagandistisch angelegten Großproduktionen vor der Kamera: So debütierte Grethe 1939 als Robert Kochs Ehefrau Emmy in Robert Koch, der Bekämpfer des Todes, war im Jahr darauf Friedrich Schillers Mutter in Friedrich Schiller – Der Triumph eines Genies und 1942 die Gattin des 99-Tage-Kaisers Friedrich III. in Die Entlassung. Hildegard Grethe spielte aber nicht nur Damen des Hochadels, sondern im Laufe der Jahrzehnte auch immer häufiger Mütter, einfache Frauen aus dem Volke und Bäuerinnen. In Josef von Bakys Via Mala-Version musste sie als Gattin des despotischen Jonas Lauretz unter dessen unnachgiebigem Wesen leiden. Grethe stand 1944 in der Gottbegnadeten-Liste des Reichsministeriums für Volksaufklärung und Propaganda.
Grethe war eine der ersten Schauspielerinnen, die sich nach dem Krieg dem Fernsehen zuwandten. Bereits im ersten vollständigen Sendejahr 1953 ist sie dort aktiv gewesen. Auf der Bühne stand sie zu diesem Zeitpunkt kaum mehr, nachzuweisen ist lediglich ein Festengagement an Berlins Tribüne in der Spielzeit 1951/52. Ihre letzte Rolle spielte die Künstlerin kurz vor ihrem Tod, Weihnachten 1961, mit der alten Nachbarin Tinchen in Erik Odes Meine Frau Susanne, einer Fernsehserie, die allerdings erst 1963, gut anderthalb Jahre nach Grethes Ableben, ausgestrahlt wurde.

## Hörspiele  (Auswahl)
- 1958: Yukio Mishima: Das Traumkissen – Regie: Carl Nagel

## Filmografie (vollständig)
- 1939: Robert Koch, der Bekämpfer des Todes
- 1940: Friedrich Schiller – Der Triumph eines Genies
- 1941: Sechs Tage Heimaturlaub
- 1942: Hochzeit auf Bärenhof
- 1942: Rembrandt
- 1942: Diesel
- 1942: Die Entlassung
- 1942: Der Seniorchef
- 1943: Zirkus Renz
- 1943: Gefährlicher Frühling
- 1944/48: Eine alltägliche Geschichte
- 1944/48: Das kleine Hofkonzert
- 1945: Via Mala
- 1945: Leb’ wohl, Christina (unvollendet)
- 1947: Film ohne Titel
- 1949: Mädchen hinter Gittern
- 1953: Die verschlossene Tür (Fernsehfilm)
- 1954: Der Teufel fährt in der 3. Klasse (Fernsehfilm)
- 1955: Studentin Helene Willfüer
- 1956: … wie einst Lili Marleen
- 1957: Die große Chance
- 1957: Banktresor 713
- 1959: Unser Wunderland bei Nacht
- 1960: Zur letzten Instanz (Fernsehfilm)
- 1962: Mord im Dom (Fernsehfilm)
- 1963: Meine Frau Susanne (Fernsehserie)